# Kissing Candice (Band)
Kissing Candice ist eine 2012 gegründete US-amerikanische Metalcore-Band aus Long Island im Bundesstaat New York.

## Geschichte
Kissing Candice wurde Anfang des Jahres 2012 als Solo-Projekt des ehemaligen Dr.-Acula-Keyboarders Joey Simpson in Long Island gegründet. Mit Produzent Jeremy Comitas nahm er die EP Murder auf und beschloss aus dem Projekt eine vollwertige Band zu formen. So stießen mit Walter Dicristina, Tommy Sciro, Mike Grippo und Michael Pak zwei Gitarristen sowie ein Bassist und ein Schlagzeuger hinzu. Zwischenzeitlich wurde Dicristina durch Nig Suffront an der Gitarre ausgewechselt.
Kurz nach der Verfestigung der Bandbesetzung wurde die Band eingeladen an beiden Tagen des zweitägigen Knotfests der Band Slipknot zu eröffnen. Im Sommer des Jahres 2013 tourte die Gruppe mit Snow White’s Poison Bite und Farewell, My Love durch die Vereinigten Staaten, ehe die Musiker das Studio bezogen, um den Nachfolger der Murder-EP einzuspielen. Das neue Werk erschien im Dezember 2013 ebenfalls in Form einer EP und heißt Conjured. Die Gruppe begleitete Bam Margera auf ausgewählten Konzerten seiner Nordamerika-Konzertreise. Im Jahr 2014 tourte die Gruppe exzessiv und spielte dabei mit Acts wie Combichrist, Dance Gavin Dance und Capture the Crown, ehe die Band Ende des Jahres von Victory Records unter Vertrag genommen wurde.
Ende Juni 2015 erschien mit Blind Until We Burn das Debütalbum der Gruppe über Victory Records. Es folgten Konzertreisen mit Twiztid und Auftritte auf dem Mayhem Festival in den Staaten. Bis Mitte 2016 absolvierte Kissing Candice Tourneen mit Szenegrößen wie Aiden, It Lies Within und Scare Don’t Fear. Noch 2016 spielte die Gruppe auf dem The Gathering of the Juggaloos der Horrorcore-Crew Insane Clown Posse, die sich von der Band beeindruckt zeigte und diese einlud, auf deren Festivals Hallowicked und Canadian Juggalo Weekend aufzutreten.
Nach einem Labelwechsel zu Chris Fronzaks Label Stay Sick Recordings erschien im November 2017 die EP Safe Word.

## Stil

### Musik
Laut der Eigenbeschreibung auf der bandeigenen Website mischen die Musiker verschiedenste Musikrichtungen miteinander. So kombiniere die Band Metal mit Hardcore, Industrial und Elektronische Musik, um einen kinematografischen Effekt zu erzielen. Dabei klingen die Lieder wie Slipknot zu ihren Zeiten bis Iowa, die mittleren Korn und Limp Bizkit. Ab und an wendet der Sänger Sprechgesang an. Außerdem arbeiten die Musiker vermehrt mit Breakdowns und etwas Deathcore-Rhythmik. Vereinzelt sind auch Elemente des Synth Rock erkennbar.

### Auftreten
Die Musiker tragen in ihren Musikvideos und bei ihren Konzerten Masken, die an Slipknot erinnern.

## Diskografie
- 2012: Murder (EP, Eigenproduktion)
- 2013: Conjured (EP, Eigenproduktion)
- 2015: Blind Until We Burn (Album, Victory Records)
- 2017: Safe Word (EP, Stay Sick Recordings)